# Ligas Regionais de Futebol do Japão

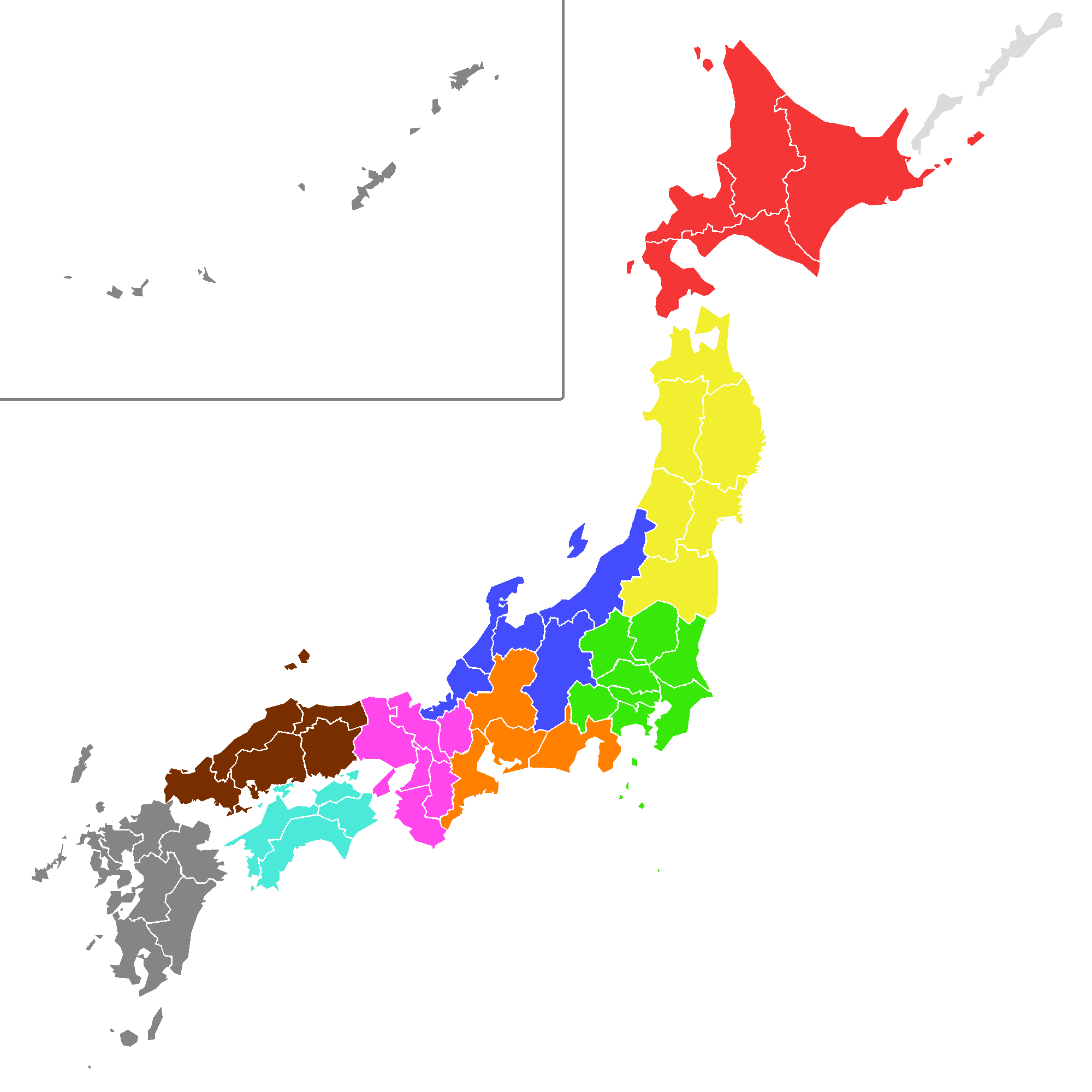
Divisão do Japão por ligas regionais:
Hokkaido
Tōhoku
Kantō
Hokushinetsu
Tōkai
Kansai
Chūgoku
Shikoku
Kyushu

As Ligas Regionais de Futebol do Japão (地域リーグ, Chiiki Rīgu) correspondem à quinta e sexta divisões do sistema de ligas de futebol no Japão. Assim como a JFL (quarta divisão) e as Ligas de Prefeitura, as Ligas Regionais possuem estatuto semi-amador.

## História
A história das Ligas Regionais tem início em 1966, com a criação das Ligas de Kansai e Tōkai. Nos 11 anos seguintes, foram criadas as Ligas de Kantō (1967), Chūgoku e Kyushu (1973), Hokushin'etsu (1975), Shikoku e Tōhoku (1977) e Hokkaido (1978). A Liga Regional de Tohoku é a única que possui 3 divisões (Primeira Divisão, Segunda Divisão - Norte e Segunda Divisão - Sul).
Clubes tradicionais do Japão chegaram a disputar as Ligas: Kashima Antlers, Urawa Red Diamonds, Sanfrecce Hiroshima, JEF United Ichihara Chiba e Kashiwa Reysol (cofundadores da J. League) disputaram a competição em 1965, ainda com o formato antigo.

## Promoção e rebaixamento
O campeão e o vice de cada grupo (ou apenas o primeiro colocado em determinada chave) garantem o acesso à JFL. As 2 equipes que ficam nas últimas posições em cada grupo caem para as Ligas de Prefeitura.